# Willi Kürten
Wilhelm Jakob „Willi“ Kürten (* 4. April 1908 in Düsseldorf; † 18. Juli 1944 in Ternopil, Sowjetunion) war ein deutscher Hürdenläufer.

## Biografie
Willi Kürten wurde 1931, 1932 und 1936 Deutscher Vizemeister im Hürdenlauf. Bei den Olympischen Spielen 1936 in Berlin schied er über 400 Meter Hürden im Halbfinale aus.
Kürten starb 1944 im Zweiten Weltkrieg an der Ostfront.